# Transzmutáció
Lásd még: Transzmutáció (kémia).
A transzmutáció (jelentése felcserélés) a retorika egyik stílusalakzatokat létrehozó művelete. Az eredeti formát sorrendcserével, sorrendváltoztatással (permutációval) alakítja át, ezáltal teremt stílushatást.

## Esetei
A klasszikus retorikában transzmutációs hangalakzat: metatézis, transzmutációs mondatalakzat az anakoluthon, a hiperbaton, az anastrophe vagy inverzió, a tmézis, transzmutációs mondat- és gondolatalakzat a hiszterológia.
A neoretorika szerint transzmutációs metaplazmus a kecskerím, az anagramma, a palindrom, permutációs metataxis a tmézis, a hiperbaton és az inverzió.

### Anagramma
Lásd Anagramma

### Anakoluthon
Az anakoluthon (görögül anakoluthon, jelentése egybeácsolatlan) a retorikában a következetlen mondatszerkezeteket jelöli.
- Az immutáció általi szolecizmus, (anantapodózis) jellemzője, hogy a mondat kezdete és vége között nincs kapcsolat. Például:

„De rágalmazni, szidalmazni, szaggatni eb módra az Isten szent igéjét, szörzését, tanitóit, és tapodni disznó módra az gyöngyöt, drága Isten jószágit igéjét, gyorsak.”
(Méliusz Juhász Péter: A Szenth Ianos irássának, akit görögül apocalypsisnek, az az el titkolt dolgoknak megjelenésének hinak, predicatiok szerént való igaz magyarázattia)
- Detrakciós szolecizmus, ha a főmondat mellől hiányzik a mellékmondat. Például:

„Lógjon aki…vesd ki már
Nyolc! A köntöst tartom-”
(Babits Mihály: Golgotai csárda)
- Transzmutációs mondatalakzatként jellemzője a szabályos, zárt mondatszerkezet fellazítása:

„Ötszáz, bizony, dalolva ment
Lángsírba velszi bárd:
De egy se birta mondani
Hogy: éljen Eduárd.”
(Arany János: A walesi bárdok)
„Fut a gazda, kié ama renyhe cseléd:
„Jössz…? vagy dobom – itt ez a villa – beléd…”
Vasvilla kezébe ragadt ám;
Fut lyány, fiu, és anya és feleség:
„Apám, fiam, apjokom! untig elég…”
S kezeit töri, szíve szakadtán.”
(Arany János: Az ünneprontók)

### Hiperbaton
A hiperbaton adjekciós és transzmutációs mondatalakzat; olyan közbeékelés, mely a mondatrendet megbontja. Például:
„Erzsi távozott tüntetőleg, királynői gondokkal, tragikus háziasszony, Nelli megrezzent, mint a madár, ha a szél feléje csapja a kereplő hangját.”
(Babits Mihály: Halálfiai)
„Be szép, ha nem is igaz, hogy ment:
Virágosan, szamárháton és sírva,
A Biblia írja,
Hogy Nagypéntekre nem is gondolt,
Csak ment, ment és a szíve szomj volt.”
(Ady Endre: A szamaras ember)

### Hiszterológia
A hiszterológia a klasszikus retorika transzmutációs szó- és gondolatalakzata; A logikus időrend megbontása, sorrendi cseréje mondaton belül, vagy szövegben.
„Drága komámasszony, kegyedet kérem meg aláz'san,
Üsse agyon férjét és szidja meg istenesen, ha
Még ezután sem fog nekem írni az illyen-amollyan.”
(Petőfi Sándor: Levél Arany Jánoshoz)

### Inverzió
Az inverzió (latinul anastrophe, jelentése megfordítás) transzmutációs szó- és mondatalakzat; egyszerű szórendi csere, például:
„De jó messze volt még szép Magyarországtól,
Mert Franciaország esik tőle távol.”
(Petőfi Sándor: János vitéz)
A mondat szórendjének, ill. szószerkezetei, tagmondatai természetes rendjének megváltoztatása. Alkalmazásának többféle célja lehet:
- kiemelheti a mondanivalót, például:

„Befed ez a kék ég, ha nem fed koporsó
Órám tisztességes csak légyen utolsó.
Akár farkas, akár emésszen meg holló:
Mindenütt felyül ég, a föld lészen alsó.”
(Zrínyi Miklós: Az idő és hírnév)
- ellentéttel erősítve nyomatékosít:

„Haláltól félve még, de élni már meguntam,
mint bárka, mely dagály s apály kényén libeg,
van lelkem iszonyú hajótörésre útban.”
(Verlaine: Szaturnuszi költemények – Gyötrelem)
- hatásosabb lehet a szövegritmus, a rím (hexameter, ill. páros rím):

„Büszke magyar vagyok én, keleten nőtt törzsöke fámnak.”
(Kölcsey Ferenc: Kölcsey);
„A szörnyü város mint zihálva ropant
eleven állat, nyúlt el a homokban”
(Babits Mihály: Jónás könyve)
- és lehet az archaizálás eszköze is, például:

„Csillag esik föld reng: jött éve csudáknak!
Ihol én, ihol én pőrölyje világnak!”
(Arany János: Buda halála)

### Kecskerím
Lásd Kecskerím

### Kommutáció
A kommutáció (latinul commutatio, jelentése felcserélés) a klasszikus retorika transzmutációs gondolatalakzata, a neoretorikában a metalogizmus egyik esete, amelyben ellentétes tartalmú szó ismétlődik a szótövek és (legtöbbször) a szintaktikai szerepek felcserélésével; Ha a szavak a és b, a szintaktikai szerep x és y: axby–>bxay vagy axby–>byax, vagy axby–>aybx; pl.
„…zord Hádésban nincs ölelés,
csak tengve lengnek ott az árnyak tétova,
mint puszta képek: lengve tengnek testtelen.”
(Babits Mihály: Laodameia)
„A fáradhatatlan szorgalmatosság, az unalom nélkül való vigyázás, az kész gyorsaság és a gyors készség szokta annak a drága fának gyümölcsét elérni, kit az emberek dicsőségnek hívnak.”
(Zrínyi Miklós: Az török áfium ellen való orvosság)
„Gyógyítasz s bort mérsz. Italod két érdem: érzem
Gyógyszereden borodat, gyógyszeredet borodon.”
(Vörösmarty Mihály: Két hivatal)

### Metatézis
A metatézis (jelentése áthelyezés, áttétel) a klasszikus retorikában a szöveg valamely nyelvi elemének, jellemzőjének (hang, betű, időtartam stb.) felcserélése egy másik elemmel; az átalakítás során jellemzően az értelem nem változik meg. Szűkebb értelemben hangátvetés. A neoretorikában a metaplazmus egyik esete. Például:
„Sürgő csoport, száz szolga hord,
Hogy nézni is tereh;”
(Arany János: A walesi bárdok)

### Palindrom
Lásd Palindrom

### Tmézis
A tmézis a klasszikus retorika nyelvtani metaplazmusnak tekinti, a neoretorika permutációs metataxisnak. A szorosan összetartozó szerkezeti elemek költői értékű szétválasztása. Például:
„Össze az agg ember rogya két térdére,
Kegyelmet urától szava miatt kére”
(Arany János: Buda halála);
„Háromszor veri ezt kenden Lúdas Matyi vissza!”
(Fazekas Mihály: Lúdas Matyi)